# کامپو گرانده
کامپو گرانده (به پرتغالی: Campo Grande, Rio Grande do Norte) یک شهرستان در برزیل است که در ریو گرانده شمالی واقع شده‌است.